# Villanova del Sillaro
Villanova del Sillaro är en ort och kommun i provinsen Lodi i regionen Lombardiet i Italien. Kommunen hade 1 850 invånare (2018).